# Святошинське лісництво
Святошинське лісництво — одне з чотирьох лісництв, що входять до складу комунального підприємства «Святошинське лісопаркове господарство».

## Загальні відомості

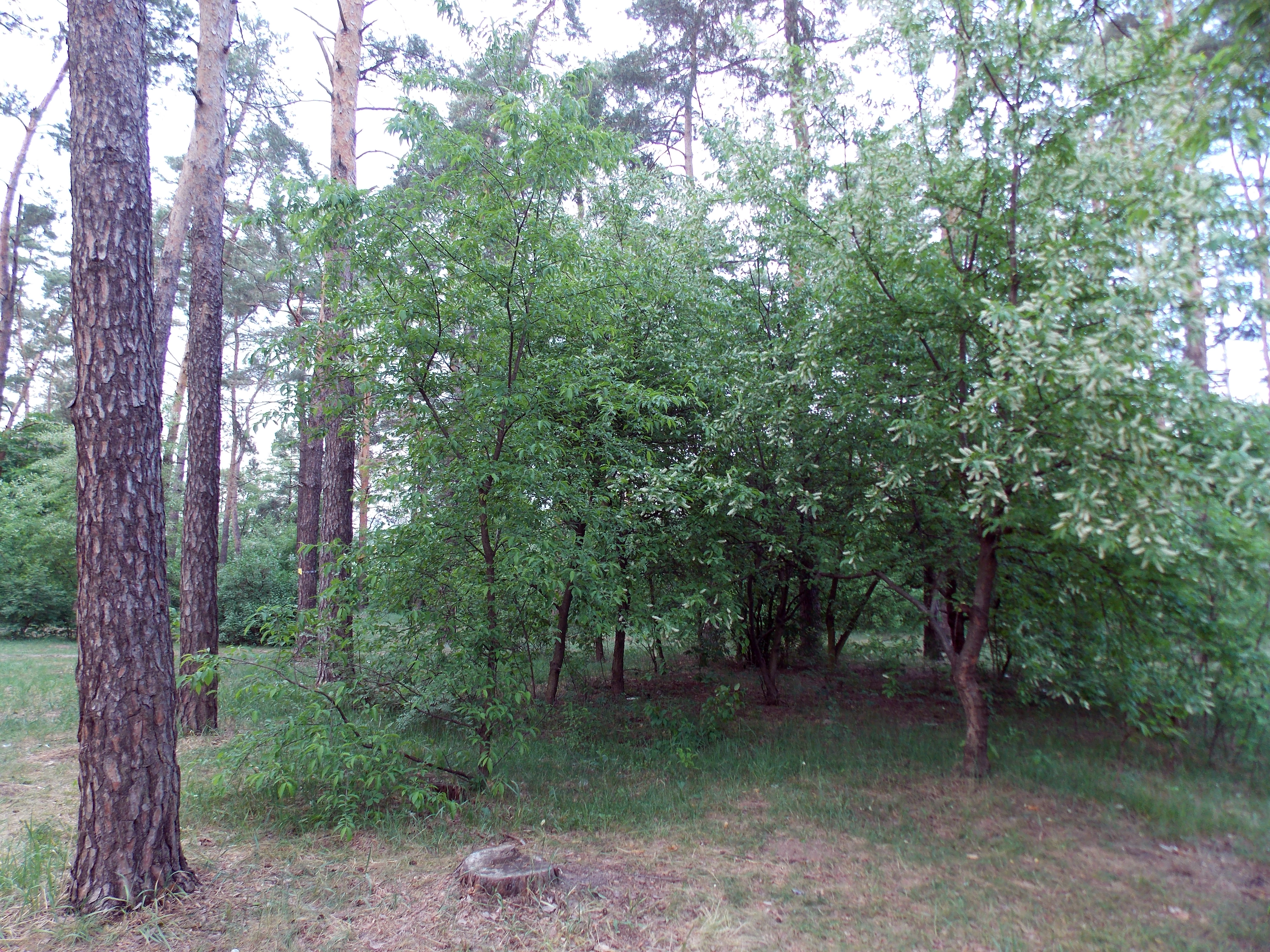
Святошинський лісопарк Святошинського лісництва

До складу лісництва входять ліси і лісопаркові території, які знаходяться у Святошинському районі міста Києва у східній частині Святошинського лісу, на південь від залізничної колії Київ-Коростень. Загальна площа угідь — 2906 га.
На території лісництва є території і об'єкти природно-заповідного фонду:
- Пам'ятка природи загальнодержавного значення «Романівське болото»
- Парк-пам'ятка садово-паркового мистецтва «Святошинський лісопарк» (Постанова Ради Міністрів УРСР від 26.03.79 № 143)
- загально-зоологічний заказник «Річка Любка» (Рішення Київської міської ради від 24.10.2002 № 96/256)

Буферні парки місцевого значення:
- Буферний парк «Мир» (104 га), квартали 87-89, 100, 101
- Буферний парк «Святошин» (48 га), квартали 140, 141
- Буферний парк «Катеринівка» (75 га), квартали 118, 119, 128, 129
- Буферний парк «Біличі» (134 га), квартали 60-62, 71, 76

Контора лісництва розташована на 14 км Берестейського шосе, місцевість Катеринівка.

## Включення у Національний парк "Голосіївський"
Указом Президента України від 01.05.2014 р. № 446/2014 територію Святошинського лісництва було включено до меж Національного парку "Голосіївський", без вилучення у землекористувача: Святошинського лісопаркового господарства.